# Paris Football Club
Paris Football Club é um clube de futebol francês, localizado na região leste de Paris. Fundado em 1969, chegou a originar no ano seguinte o Paris Saint-Germain, mas foi retomado como um time à parte em 1972. Como um clube autônomo, disputou três vezes a Ligue 1, nas temporadas 1972-73, 1973-74 e 1978-79, convivendo nesta última com o próprio PSG. A origem conjunta dos dois se reflete em seus escudos, ambos com representações da Torre Eiffel.
O Paris joga no Stade Sébastien Charléty, com capacidade de 20 mil lugares sentados. Sua cor predominante é o azul-marinho e seu principal rival é o tradicional Red Star, culminado por diferenças políticas entre as duas torcidas. Esses dois clubes realizam o principal dérbi parisiense moderno, dado pela constância de encontros entre a segunda e terceira divisões, situando-se em patamar acima dos clubes da capital francesa, embora abaixo do PSG, contra quem o Paris FC só realizou oficialmente os dois duelos válidos por aquela temporada 1978-79.
Em 2020, quando era a única equipe parisiense na Ligue 2, foi anunciada a injeção financeira pelo governo do Bahrein, gerando-se expectativa de uma ascensão análoga à que o PSG logrou na década de 2010 em parceria com o vizinho Qatar.

## História

### Inícios
O Paris FC foi criado no intuito de estabelecer um clube forte de futebol na capital francesa, diante das campanhas ruins do trio Red Star, Racing Club de France e Stade Français ao longo da década de 1960 - todos rebaixados em algum momento naquele período, com Red Star e Racing recorrendo a fusões para retornarem à primeira divisão ao fim da década. Os fundadores do Paris também enxergaram a necessidade de uma fusão, unindo-se ao longevo Stade Saint-Germain em 1970 para formar o Paris Saint-Germain. A união rendeu um imediato título na Ligue 2 da temporada 1970-71, mas a campanha decepcionante de estreia do PSG na elite (dividindo-se com o Red Star a última colocação acima dos rebaixados) colocou o novo clube em complicada situação financeira. O governo municipal concordou em ajudar desde que a equipe voltasse a adotar o nome mais atrativo de Paris FC.
A imposição governamental foi atendida, mas em contrapartida dissidentes descontentes desfizeram a união clubística. Mantendo-se o nome de Paris Saint-Germain, eles recriaram este clube na terceira divisão da temporada 1972-73 enquanto o Paris FC disputou a primeira. Contando com o astro Jean Djorkaeff, remanescente do projeto do PSG, o Paris foi 12º em sua primeira temporada como clube independente na primeira divisão. Na segunda, o time foi antepenúltimo e rebaixado, enquanto ao mesmo tempo o PSG conseguia dois acessos seguidos para voltar à Ligue 1.
Desde então, o Paris FC só esteve uma vez mais na primeira divisão, na temporada 1978-79. Embora reforçado com um atacante pré-convocado à Seleção Argentina de Futebol da Copa do Mundo FIFA de 1978, Humberto Bravo, o clube foi logo rebaixado, ainda que saísse invicto nos dois duelos com o PSG: 1-1 como mandante e 2-2 como visitante.

### Anos 80 a 2000: rebaixamentos
Na temporada 1982-83, chegou a realizar outra fusão, com o tradicional Racing Club de France, cedendo-lhe o plantel profissional, embora mantivesse um elenco amador próprio. A perda da condição formal de profissional, contudo, rebaixou administrativamente o Paris à terceira divisão, e em campo seus amadores terminaram rebaixados à quarta ao fim daquela mesma temporada - e à quinta divisão ao fim da temporada 1984-85. O clube conseguiu acesso de volta à quarta na temporada 1988-89 e à terceira na seguinte.
O Paris permaneceu na terceira divisão ao longo da década de 1990, tendo sua melhor campanha com dois terceiros lugares (em 1991-92 e em 1996-97), mas sem obter o acesso. Ao fim da temporada 1999-2000, voltou a ser rebaixado à quarta, retornando à terceira na temporada 2005-06 ao liderar o Grupo D.

### 2010-2024: investimentos e crescimento
Na temporada 2009/10, já na 3ª divisão, o time ficou com a sexta posição do campeonato. Mas na de 2010/11 o time regrediu bastante e ocupou apenas a décima segunda posição, com 49 pontos. Após bela campanha no Championnat National (terceira divisão), conseguiu o acesso para a Ligue 2 na temporada 2014/15, com 19 vitórias e 66 pontos. Existia asso, grande expectativa para boa participação da equipe, mas o resultado inicial foi um desastre: o Paris ocupou a última colocação com apenas 4 vitórias, decretando assim, o retorno à terceira divisão. Porém, pôde voltar à Ligue 2 graças ao banimento do SC Bastia de competições profissionais francesas. 
No seu novo retorno à Ligue 2, a equipe conseguiu uma campanha excepcional, ocupando a oitava posição com 61 pontos, ficando bem próximo da zona de playoffs do campeonato. Contudo, na edição de 2019/20 da segunda divisão francesa, ocupou apenas a 17ª posição, com 28 pontos, dois acima do primeiro time na zona de rebaixamento (o Niort).
Em 2020 o governo do Bahrein adquiriu cerca de 20% do time por 5 milhões de euros (R$ 30 milhões naquele momento). A compra colocou o slogan “Explore o Bahrein” nos uniformes e permitiu o início de um projeto de desenvolvimento para a equipe, à época na Terceira Divisão. Mas as cifras do Paris FC cresceram ainda mais com uma união recente e estratégica entre a Agache Sport e a RedBull, em novembro de 2024. De um lado, a empresa comandada pelo grupo Arnault e presidida pelo homem mais rico da Europa, Bernard Arnault. Do outro, um conglomerado multinacional voltado para o esporte. Inicialmente, a família Arnault adquiriu 52,4% do Paris, enquanto a RedBull ficou com 10,6%. Os outros 37% foram divididos entre com o presidente, Pierre Ferracci, e a holding BRI Sports. O plano é que até 2027 os novos investidores detenham 95% das ações - 80% para os donos da LV e 15% para a empresa de energéticos.

### 2025: promoção para a Ligue 1
Na temporada 2024-25 o clube foi vice campeão da Ligue 2, assim conseguindo a promoção para disputar a Ligue 1 após 46 anos.

## Elenco atual
Última atualização: 9 de maio de 2025.